# Geheime Feldpolizei
La Geheime Feldpolizei o GFP fue la policía militar secreta de la Wehrmacht alemana hasta el final de la Segunda Guerra Mundial. Estas unidades se utilizaron para llevar a cabo trabajos de seguridad en el campo, tales como contraespionaje, sabotaje, detección de actividades de traición, contra-propaganda, protección de instalaciones militares y asistencia al ejército alemán en las investigaciones dentro de los tribunales de guerra. El personal de la GFP, que también fue clasificada como Abwehrpolizei, operaba como una rama ejecutiva de la inteligencia militar alemana que detectaba la actividad de resistencia en Alemania y la Francia ocupada. También se sabía que llevaban a cabo torturas y ejecuciones de prisioneros.

## Formación
La necesidad de una policía militar secreta se desarrolló después de las anexiones de los Sudetes en 1938 y de Checoslovaquia en 1939. Aunque las unidades de los Einsatzgruppen de las SS originalmente bajo el mando de la Sicherheitspolizei (Policía de Seguridad; SiPo) se habían utilizado durante estas operaciones, el Alto Mando alemán sentía que necesitaba una agencia de inteligencia especializada con funciones policiales. Una que podría operar con el ejército, pero actuar como un servicio de seguridad para arrestar a los oponentes potenciales y eliminar cualquier resistencia. Después de estudiar los datos recopilados en España, Austria y Checoslovaquia, el Generaloberst Wilhelm Keitel, comandante en jefe del OKW, emitió el "Dienstvorschrift für die Geheime Feldpolizei" (Reglamento para la policía secreta). La GFP fue creado el 21 de julio de 1939.
Aunque oficialmente es parte de la Wehrmacht, su personal fue reclutado principalmente de la rama de los oficiales de policía de criminalística que habían sido asignados a las fuerzas armadas. Se les asignó el estatus legal de Wehrmachtsbeamte auf Kriegsdauer (oficiales militares durante la guerra) y retuvieron la autoridad de otras agencias policiales, así como de la Sicherheitsdienst (SD). Inicialmente, los componentes de la Geheime Feldpolizei eran exclusivamente unidades de seguridad de la Wehrmacht, pero en 1942 fueron absorbidos por la Oficina Central de Seguridad del Reich (RSHA).
Los agentes de la GFP podían usar ropa civil o uniformes en el desempeño de sus funciones. Un funcionario de la GFP también tenía derecho a pasar por cualquier obstáculo militar o entrar en edificios militares. También podían usar señales militares y equipo de comunicaciones, vehículos militares de control, obtener suministros militares y alojamiento donde fuera necesario en el cumplimiento de su deber. En las áreas ocupadas, la GFP también proporcionó escolta personal a personal militar, asistencia a agencias de seguridad del estado en contraespionaje, interrogatorio de sospechosos, prevención de sabotaje y detección de agentes enemigos.
En la práctica, la actividad de la GFP dependía de la región en la que estaba operando. El trabajo en el norte ocupado y el oeste de Europa fue marcadamente diferente de las operaciones realizadas en el Frente Oriental. En Países Bajos, Dinamarca y Noruega, los agentes de la GFP fueron confinados principalmente a la protección de la policía secreta de los oficiales superiores de la Wehrmacht. En Bélgica y Francia, la GFP se convirtió en parte ejecutiva del servicio de policía civil, trabajando junto a las autoridades militares para combatir los actos de resistencia, la Dirección de Operaciones Especiales británico y el sabotaje utilizando tácticas terroristas como detenciones, deportaciones y la ejecución de rehenes.

## Operaciones en la Francia ocupada
Ver también: Gestapo francesa y Milicia Francesa
Tras la derrota de Francia en 1940, la GFP estableció su sede principal en el Hôtel Bradford en la rue Saint Philippe du Roule de París (8ème arrondissement). Otras secciones para los departamentos de Nord y Pas de Calais estaban ubicadas en la rue de la Traversière en Bruselas. A pesar de su pequeño número, la GFP constituyó la "raíz" del órgano policial alemán que aterrorizó a los franceses durante los cuatro años de ocupación.
Cada Grupo GFP consistió en una unidad de cincuenta hombres hasta mayo de 1942, cuando todo el comando fue reestructurado por el SS-Brigadeführer Karl Oberg, el Höhere SS-und Polizeiführer, (HSSPF) "Frankreich" (Francia). Esta reorganización creó el "Grupo 6/10" que contenía el Kommando für Kapitalverbrechen (Unidad de Delitos Capitales). Comandaba el infame campo de tiro de Balard en Issy-les-Moulineaux, en el distrito 15, que se usó para torturar y ejecutar a 143 prisioneros (aunque a manos de las SS en lugar de la GFP).
La GFP supervisó el trabajo realizado por las Brigadas Especiales Francesas de la Dirección Central de Información General. Estas unidades, que formaban parte del servicio de inteligencia de la policía francesa, se especializaron en el rastreo de los llamados "enemigos internos" (por ejemplo, la Resistencia francesa, la Red Cometa que ayudó a aterrizar a las tripulaciones aéreas aliadas), los judíos y aquellos que evadieron el servicio militar obligatorio. Las Brigadas Especiales se asentaron en la sala 35 de la sede de la policía de París. La Brigada Especial N.°2 era famosa por el uso de la tortura, así como por las principales investigaciones, búsquedas, vigilancia y entrevistas de sospechosos en la Francia ocupada.

## Operaciones en Europa Oriental, los Balcanes y Grecia
La Geheime Feldpolizei comenzó sus tareas de pacificación y seguridad por primera vez en 1939, luego de la Blitzkrieg en Polonia, a menudo dirigido por personal de las SS desde que se integraron en el pliegue administrativo de las otras organizaciones policiales bajo el control de Heinrich Himmler. El apoyo logístico para estas unidades de policía fue frecuentemente suministrado por los comandantes militares locales, lo que ayudó a la GFP a facilitar el proceso de transporte de prisioneros civiles "a lugares donde podrían ser asesinados". La jurisdicción original entre la GFP y los escuadrones de la muerte Einsatzgruppen en el teatro oriental se suponía claramente delineada y mutuamente recíproca, pero cuando las negociaciones finales sobre las áreas de responsabilidad identificadas tuvieron lugar entre el Generalquartiermeister Eduard Wagner y el jefe de la Gestapo Heinrich Müller, hubo desacuerdos. Debido a su experiencia en cuestiones de protocolo, Walter Schellenberg reemplazó a Müller y posteriormente realizó cambios importantes en el proyecto original, alteraciones que permitieron que los Einsatzgruppen operaran tanto en las zonas de retaguardia del grupo de ejércitos como en las zonas del frente. A finales de mayo de 1941, Wagner y Reinhard Heydrich firmaron el acuerdo entre las SS y el OKH, sellando el acuerdo de cooperación entre las dos organizaciones.
A lo largo de Europa del Este y los Balcanes, la GFP utilizó el terror en constante aumento contra partisanos, judíos y "sospechosos" arbitrarios. Un evento en particular, que ilustra la complicidad de la GFP en las atrocidades, fue registrado por el teniente coronel Helmuth Groscurth en agosto de 1941. Cerca de Kiev se encuentra la ciudad, Belaya Tserkov; fue aquí entre el 20 y el 22 de agosto de 1941 que Groscurth supo por dos capellanes que la GFP había entregado noventa niños al Sonderkommando 4a, quienes luego fueron puestos bajo custodia en las afueras de la ciudad en espera de su ejecución. Después de cierta demora, ya que Groscurth quería que la decisión de matar a los niños viniera de sus superiores en el Sexto Ejército, fueron fusilados.
Los programas conjuntos de pacificación se llevaron a cabo en la región de Zhytomyr de Ucrania durante el verano y el otoño de 1941 por unidades combinadas de las SS y las Divisiones de Seguridad de la Wehrmacht. Participaron en esta campaña las unidades 708, 721 y 730 de la Geheime Feldpolizei; su misión incluía la pacificación de áreas detrás del frente, la protección de las instalaciones militares y las rutas de transporte. Las actividades adicionales consistieron en perseguir al enemigo en lugares remotos, llevar a cabo arrestos y represalias, y ejecutar partisanos; tales acciones estaban directamente relacionadas con la Operación Barbarroja y la infame Orden de los Comisarios, y con el paso del tiempo un número creciente de Divisiones de Seguridad que, como la Geheime Feldpolizei, contribuyeron a las "Operaciones de limpieza" más completas. Otra tarea de la GFP era ayudar a establecer una nueva administración política en la Rusia ocupada, que implicaba una purga política de los candidatos rusos y el "exterminio" de toda una capa social. Debido en parte a las conveniencias de la política de guerra alemana, la GFP operó fuera de las restricciones de las normas legales, ya que el trato con los bolcheviques y los comisarios no se llevó ante los tribunales militares, sino que fue manejado por las tropas con la aprobación del OKW. Como grupo de seguridad durante la guerra, la GFP colaboró con el SD para ejecutar y torturar a combatientes y civiles sospechosos de ayudar a la resistencia soviética. Los oficiales del Ejército Rojo y los comisarios fueron entregados al SD, mientras que los miembros del Partido Comunista conocidos y los judíos fueron utilizados por la Wehrmacht para despejar los campos de minas.
Una de las expresiones burocráticas más inocuas que se usaron para describir la empresa de "seguridad" de la GFP fue que se les encomendó la tarea de "supervisión general de la población", pero esta subestimación no puede ocultar las operaciones de asesinato en las que se involucraron. Las personas que simplemente se encontraban vagando en las regiones ocupadas de Rusia fueron entregadas a la Geheime Feldpolizei o al SD, ya que incluso los ancianos, así como las mujeres y los niños eran sospechosos de conducir el reconocimiento del enemigo. Cualquier persona atrapada caminando y no avalada por las autoridades locales era asesinada.

Algunos segmentos de la doctrina sobre la lucha contra los partisanos potenciales, las pautas que dirigían las acciones tanto del SD como de la Geheime Feldpolizei afirmaban que "el enemigo debe ser completamente aniquilado... La decisión constante entre la vida y la muerte para partisanos y personas sospechosas es difícil incluso para el soldado más duro". Debe hacerse. Quien lucha despiadadamente, con total desprecio por cualquier oleada personal de emoción, actúa correctamente". Eliminar las llamadas amenazas de "seguridad" implicó el asesinato de judíos capturados; 10.000 de los cuales fueron asesinados por la unidad GFP 721 desde octubre de 1941 hasta enero de 1942 en las áreas ucranianas alrededor de Khmil’nyk, Lityn y Brailov. Con este fin, en algunos lugares de Ucrania, la GFP operó de manera independiente para disparar a los judíos. El antisemitismo de los miembros de la GFP se caracterizaba por la observación del Unteroffizier Bergmayer, quien a finales de marzo de 1944, como testigo de las deportaciones de judíos en el noroeste de Grecia, escribió:
Mientras tanto, la población griega se había reunido en las calles y plazas. Con alegría silenciosa que uno podía leer en sus expresiones, siguieron la partida de los hebreos de su ciudad. Solo en muy pocos casos un griego se permitió despedirse de un miembro de la raza judía. Uno podía ver claramente cómo la raza era odiada por viejos y jóvenes por igual. No se observó simpatía por su situación o reacciones desfavorables a la acción ... En total fueron deportados 1.725 miembros de la raza judía.
Con la ayuda de colaboradores, la GFP también montó operaciones para incendiar sistemáticamente casas y pueblos enteros. La GFP también era responsable de ejecutar sumariamente a los prisioneros antes de que pudieran ser liberados por el Ejército Rojo que avanzaba. Por ejemplo, en 1943, un informe de la GFP a las SS y al líder de la policía William Krichbaum declaró que 21.000 personas murieron "algunas en combate y muchas fusiladas después de ser interrogadas" en el Frente Oriental.

## Combatiendo la deserción
Desde mediados de 1943 en adelante, se ordenó a la GFP que rastreara y capturara a todos los desertores después de que algunos soldados de la Wehrmacht en Francia y la Unión Soviética habían comenzado a unirse a grupos partisanos. En 1944, las tasas de deserción aumentaron rápidamente después de los retiros principales de la Operación Bagration y la bolsa de Falaise. La Geheime Feldpolizei arrestó al 3.142 soldados del Grupo de Ejércitos Centro de la Wehrmacht por deserción en 1944. Pero muchos soldados fueron víctimas de las zonas de retaguardia cada vez más confusas donde competían, a menudo se superponían las responsabilidades de muchos departamentos militares, lo que significaba que los soldados no tenían los papeles correctos o estaban en los lugares equivocados. Los soldados condenados fueron fusilados o enviados al Strafbatailion. La GFP también investigó cualquier reclamo de derrotismo en la línea de infantería.
Otra unidad especializada llamada Gruppe 729 fue creada para interrogar a todos los soldados de la Wehrmacht que habían logrado escapar del cautiverio soviético. El temor general era que el NKVD pudiera haber "reeducado" a estos antiguos cautivos para difundir el derrotismo y la propaganda antifascista (ver Wehrkraftzersetzung). Soldados sospechosos de ser espías soviéticos fueron enviados a un campamento especial de la GFP en Danzig, en la actual Polonia. En 1944, el campo tenía 400 prisioneros.

## Organización
La Geheime Feldpolizei fue comandado por el Heerespolizeichef (Jefe de la Policía Militar), que inicialmente tenía el rango militar equivalente a mayor. Subordinado al Heerespolizeichef, pero equivalente al rango de mayor, era el Feldpolizeidirektor que estaba a cargo de una unidad GFP o Gruppe. El 24 de julio de 1939, el título de Heerespolizeichef se elevó al rango militar de Oberst.
Una unidad de la GFP en la Wehrmacht consistía de 50 personas. Esto incluía:
- 1 director de campo
- 32 oficiales de la policía militar (rango superior e intermedio)
- 17 personal de apoyo militar (por ejemplo, conductores, empleados, etc.)

Sin embargo, después de 1941, las unidades enviadas a la Unión Soviética se fortalecieron hasta 95 personas.
- 1 director de campo
- 54 policías militares (rangos superiores e intermedios). Estos también podrían incluir hilfsfeldpolizeibeamten (oficiales de policía de campo auxiliares) reclutados de soldados adecuados.
- 40 personal de apoyo militar (por ejemplo, conductores, empleados, personal de seguridad)

Todos los grupos estaban totalmente motorizados. Sus armamentos se limitaban a las armas de infantería ligera. En 1943, la Luftwaffe recibió su propia versión de la GFP. Esto resultó en otra reorganización de la estructura de rangos.
- Feldpolizeichef der Wehrmacht - Mayor General
- Heerespolizeichef - Oberst
- Oberfeldpolizeidirektor - Oberstleutnant
- Feldpolizeidirektor - Mayor
- Feldpolizeikommissar - Hauptmann
- Feldpolizeiobersekretär / Inspektor - Oberleutnant
- Feldpolizeisekretär - Leutnant
- Feldpolizeiassistent - Todos las demás suboficiales.

Si bien la GFP era una organización militar distinta, desde su inicio generalmente realizó las mismas tareas que la Gestapo y la KriPo. Las operaciones dirigidas contra las poblaciones en los países ocupados emplearon métodos similares al SD y las SS. Esto le valió el apodo de "Gestapo der Wehrmacht". En 1942, las unidades de la GFP fueron absorbidas por la RSHA.
Irónicamente, al final de la guerra, el exReichsführer-SS, Heinrich Himmler, se hizo pasar por un miembro de la GFP llamado Heinrich Hitzinger en un intento por evitar la captura, pero sin saberlo, la GFP estaba en la lista aliada de organizaciones criminales, por lo que fue detenido en un puesto de control, y luego se suicidó mientras estaba bajo custodia británica.

### Juicios después de la guerra
Después de la guerra, las organizaciones policiales de la Alemania nazi, como la Gestapo y los batallones de la Policía de la Orden (OrPo), fueron clasificadas como criminales en su disposición general por la amplia gama de delitos que cometieron. A pesar de que la GFP se ocupó de los asuntos de seguridad dentro del territorio ocupado por el ejército, durante el cual cometieron crímenes de guerra e incluso crímenes de lesa humanidad en gran medida, el Tribunal Militar Internacional de Núremberg no pudo demostrar que era parte de la notoria Gestapo. Esto significaba que la organización (mientras estaba bajo sospecha) no estaba "bajo el cargo de criminalidad contenida en la Acusación, excepto aquellos miembros que pudieron haber sido transferidos al Amt IV de la RSHA o fueron miembros de organizaciones declaradas criminales por este fallo".
Durante varios años, muchos exmiembros de la GFP pudieron regresar a una vida normal, pero esto cambió para algunos, ya que en abril de 1966, se llevó a cabo un juicio en Vitebsk contra cuatro exprisioneros de guerra soviéticos que previamente habían sido asignados a la Geheime Feldpolizei; aparentemente, habían participado en la ejecución de "ciudadanos soviéticos" desde 1941 hasta 1942 en Nevel, Polotsk, Smolensk y Shumilino (Óblast de Vitebsk). Diez miembros más de la Geheime Feldpolizei fueron procesados en Gomel durante noviembre y diciembre de 1967 y se dice que vivían en la Alemania Occidental (entonces). se llevó a cabo otro juicio contra seis miembros del 57.° Batallón de Policía durante el cual aparecieron noventa y cuatro testigos y nombraron a los oficiales alemanes que cometieron los crímenes. En 1973, se llevó a cabo un juicio adicional contra siete miembros del mismo batallón, y aunque no se mencionaron crímenes explícitos contra los judíos, los acusados "fueron acusados de haber exterminado a ciudadanos soviéticos pacíficos".